# Bretmühle
Die Bretmühle ist eine Einzelsiedlung des Stadtteils Neumühle/Elster der Stadt Greiz im Landkreis Greiz in Thüringen.

## Lage
Die Bretmühle liegt alleinstehend im Tal der Weißen Elster auf dem Gleithang einer Flussschlinge. Neumühle befindet sich nördlich, Greiz südlich und der Neuhammer westlich. Die Gebäude sind vom Greiz-Werdauer Wald umgeben.

## Geschichte
Den ältesten Teil der heutigen Bretmühle bildet das Wohnhaus aus dem Jahr 1537. Die erstmalige Erwähnung der Mühle wurde 1609 registriert. Die Gebäude wurden als Hammerwerk und Sägemühle errichtet und zum Bauerngut ausgebaut. In der Mitte des 19. Jahrhunderts wurde eine Gaststätte mit einer kleinen Brauerei eingerichtet. Das Brauhaus wurde 1950 zusammen mit einigen Wirtschaftsgebäuden abgerissen.
Ursprünglich gehörte die Mühle zur Gemeinde Nitschareuth. Mit der Bildung der Gemeinde Neumühle/Elster am 1. Januar 1960 wurde sie ein Ortsteil derselben. Am 31. Dezember 2019 wurde die Gemeinde Neumühle/Elster nach Greiz eingemeindet, wodurch auch die Bretmühle zu Greiz kam.

## Das Gestüt Bretmühle
Die Gebäude der Siedlung sind heute Teil des Gestüts Bretmühle. Dieses ist ein überregional bekannter Pferdezuchtbetrieb mit Pferdeausbildung und einer Reit- und Fahrschule. Um 1950 wurde der heutige Stall- und Scheunenkomplex errichtet. Um 1980 entstanden der Boxen-, der Lauf- und der Hengststall. Letzterer wird heute als Kinderferienlager genutzt.

## Verkehr

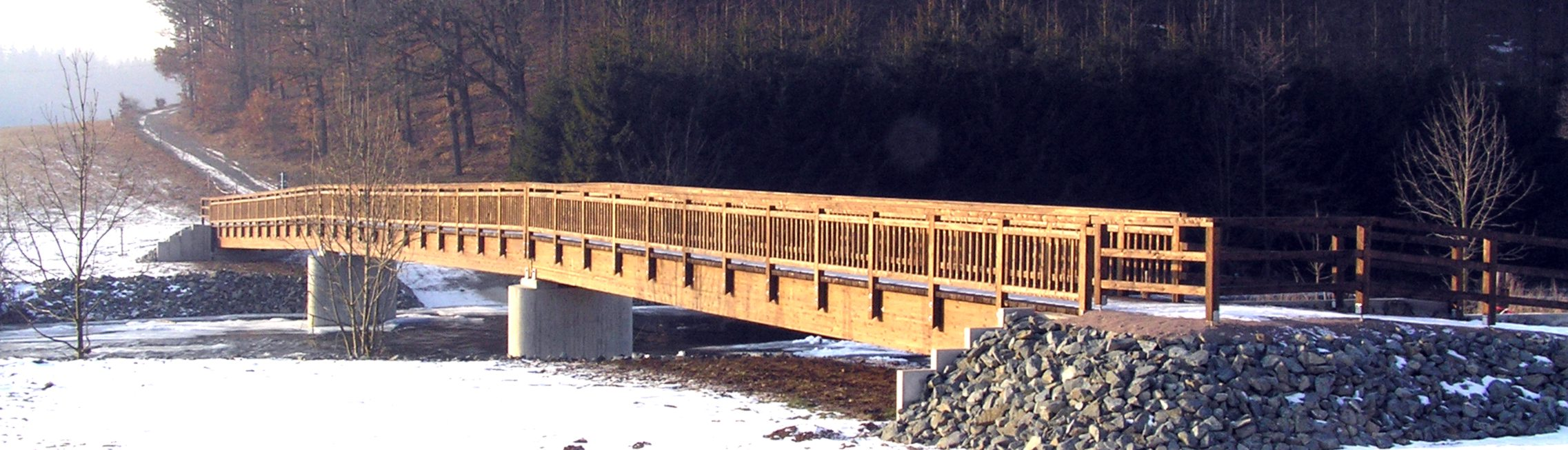
Die Bretmühle-Brücke

Die Bretmühle ist nach Süden verkehrlich über den Kupferhammer an Greiz angebunden. Der direkte Weg nach Neumühle war lange Zeit nur über eine Furt befahrbar. Am 10. November 2005 wurde hier die Bretmühle-Brücke eingerichtet. Der Elster-Radweg führt hierüber durch die Bretmühle. Auf der gegenüberliegenden Seite der Weißen Elster führt die L 2344 von Greiz zum Knottengrund.
Die Bahnstrecke Gera Süd–Weischlitz führt mit dem Bretmühlentunnel ohne Haltestelle am Weiler vorbei.